# Back Home
Back Home este al nouălea album al trupei irlandeze Westlife și a fost lansat pe 5 noiembrie, 2007. Albumul conține o colecție de piese noi împreună cu câteva interpretări.
Albumul a debutat pe locul întâi în topurile britanice cu 132.000 de exemplare vândute în prima săptămână și a rămas printre primele trei timp de opt săptămâni consecutive. A fost pe locul cinci în topul celor mai bine vândute albume din Regatul Unit pe anul 2007, cu 854.344 de exemplare vândute.
Primul single de pe album este o interpretare a baladei Home a lui Michael Bublé și a fost lansat pe 29 octombrie 2007. Melodia a debutat pe locul 3 în topurile britanice.
Us Against The World, o melodie originală dedicată fanilor Westlife din lume, a fost lansată ca al doilea single pe 3 martie în Irlanda și Regatul Unit.
Something Right a fost lansat ca al doilea single în Asia și Europa. De asemenea, melodia a fost disponibilă pentru download digital în Irlanda.
When I'm With You, o melodie R&B, a intrat în topurile unui post de radio din Indonezia, deși nu a fost lansată ca single.
Celelalte intepretări de pe album sunt Have You Ever a lui Diane Warren și I'm Already There a lui Lonestar.
Back Home a fost lansat în Australia în timpul vizitei lor promoționale de 4 zile dintre 25-29 aprilie 2008. Albumul a fost însoțit de un DVD Greatest Hits. A ajuns pe locul 14.

## Melodii
1. Home
2. Us Against The World
3. Something Right
4. I'm Already There
5. When I'm With You
6. Have You Ever
7. It's You
8. Catch My Breath
9. The Easy Way
10. I Do
11. Pictures In My Head
12. You Must Have Had A Broken Heart

### Danemarca
1. Home
2. Us Against The World
3. Something Right
4. Have You Ever
5. Catch My Breath
6. The Easy Way
7. I Do
8. Pictures In My Head
9. You Must Have Had A Broken Heart

## Performanțele din topuri
| Țara          | Poziția | Vânzări    | Premii               |
| ------------- | ------- | ---------- | -------------------- |
| Europa        | 6       | 1,200,000+ | Disc de Platină      |
| Regatul Unit  | 1       | 950,000+   | 3 Discuri de Platină |
| Irlanda       | 1       | 175,000+   | 5 Discuri de Platină |
| Coreea de Sud | 1       |            | -                    |
| Taiwan        | 2       |            | -                    |
| Zimbabwe      | 2       |            | -                    |
| Estonia       | 3       |            | -                    |
| Hong Kong     | 3       |            | -                    |
| Filipine      | 7       |            | -                    |

| Țara          | Poziția | Vânzări | Premii      |
| ------------- | ------- | ------- | ----------- |
| Africa de Sud | 12      |         | -           |
| Noua Zeelandă | 13      | 7,500+  | Disc de Aur |
| Australia     | 14      |         | -           |
| Norvegia      | 18      |         | -           |
| Elveția       | 19      | 15,000+ | Disc de Aur |
| Suedia        | 33      | 20,000+ | Disc de Aur |
| Germania      | 45      |         | -           |
| Olanda        | 48      |         | -           |
| Austria       | 65      |         | -           |
| Mexic         | 134     |         | -           |